# シェーンブルン宮殿
シェーンブルン宮殿（シェーンブルンきゅうでん、ドイツ語: Schloss Schönbrunn）は、オーストリアのウィーン13区（ヒーツィング）にある宮殿。ハプスブルク王朝の歴代君主が、主に夏の離宮として使用した。
現在、同宮殿と庭園群は世界遺産に登録されている (ID: 786)。

## 歴史

### 前史

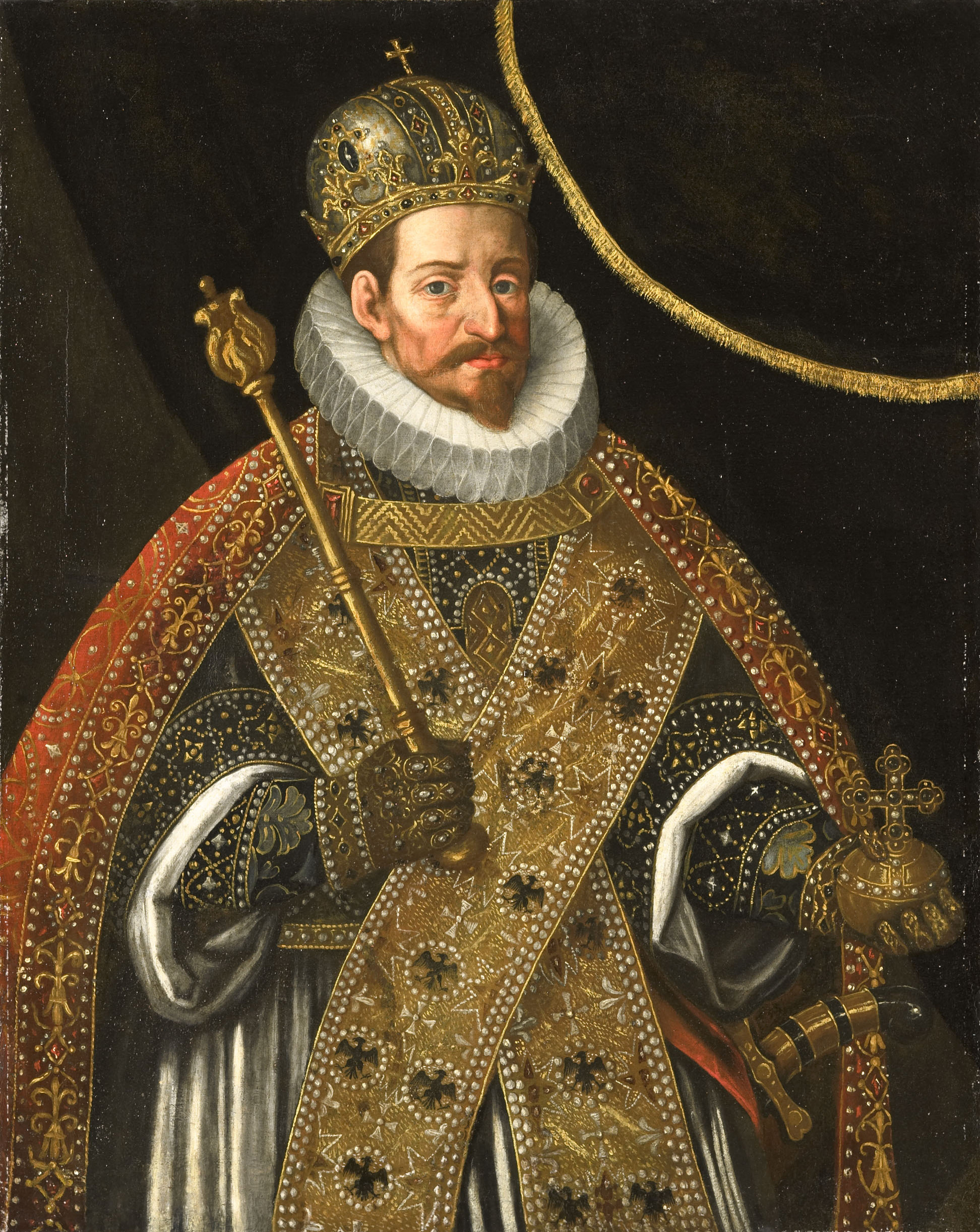
「美しい泉」の発見者、皇帝マティアス

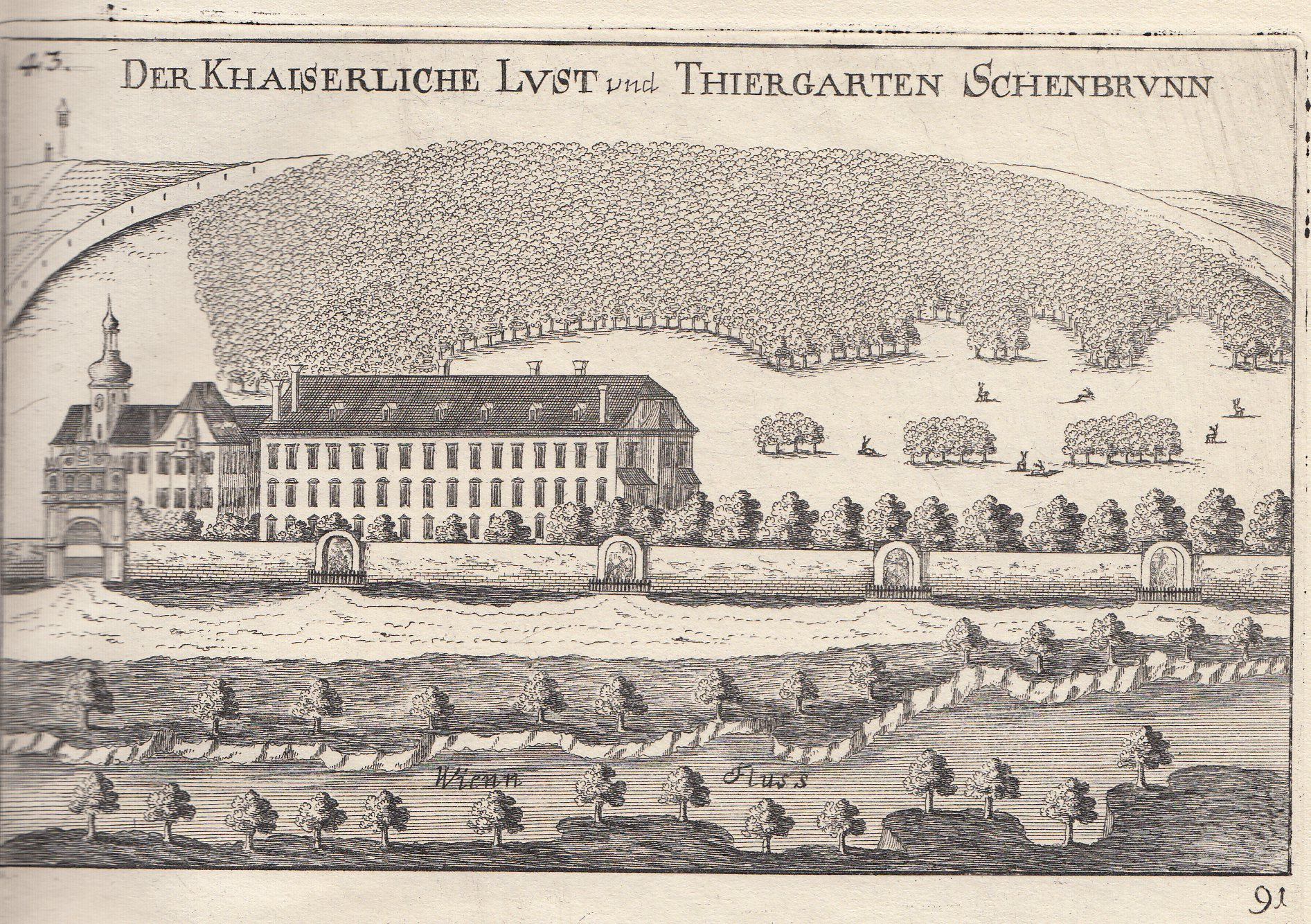
カッターブルクとゴンザーガ宮殿（1672年）

14世紀初頭、現在のこの地には「カッターミューレ」(Khattermühle) と呼ばれる水車小屋が建っており、周辺の農地とともにクロスターノイブルク修道院の荘園とされていた。修道院の良い財源であったが、1529年の第一次ウィーン包囲によって荒廃した。その後、ヘルマン・バイアー (Hermann Bayr) が借り受け、「カッターブルク」（Katterburg、のちにGatterburg）という小さな城を築いた。
1569年、神聖ローマ皇帝マクシミリアン2世が購入し、一帯を狩猟地として利用した。カッターブルクを改築し、広大なブドウ畑や動物の飼育園などを設け、しばしばこの地に逗留した。
マクシミリアン2世の子・ルドルフ2世の治世下である1605年に、ハンガリーのボチカイ・イシュトヴァーンに襲撃されて破壊された。1608年、ルドルフ2世の弟・マティアス大公の手に渡り、狩猟館が設けられた。1619年、狩猟に興じていた皇帝マティアスによって「美しい泉」（Schöner Brunnen, シェーナー・ブルンネン）が発見され、これが「シェーンブルン」の由来となった。マティアスの跡を襲ったフェルディナント2世は、この地を皇后エレオノーラ・ゴンザーガに贈った。
1683年、第二次ウィーン包囲によって再び荒廃した。

### 宮殿建設
オスマン帝国の脅威が去った後、神聖ローマ皇帝レオポルト1世は、息子・ローマ王ヨーゼフの夏の離宮として、この地に新しい宮殿を建設することを決意した。

#### 第1計画案
神聖ローマ帝国の往時の勢威を回復させたいという願望ゆえに、新しい宮殿には、神話や歴史からの陰喩を駆使する英雄的表現が期待された。設計を嘱託されたヨハン・ベルンハルト・フィッシャー・フォン・エルラッハは、パリのヴェルサイユ宮殿に対抗して、それを模しつつも凌駕する、壮大な宮殿を計画した。それは、神聖ローマ皇帝という存在はフランス王権を凌駕するものでなければならないと考える宮廷、領邦君主、貴族たちの願望の表れであった。
この計画によれば、現在グロリエッテのある丘陵を宮殿の建設場所とし、斜面北側をテラスにして、それをグロットをもつ擁壁で支えることになっていた。そして主庭園は斜面南側に展開されることになっていた。

#### 第2計画案

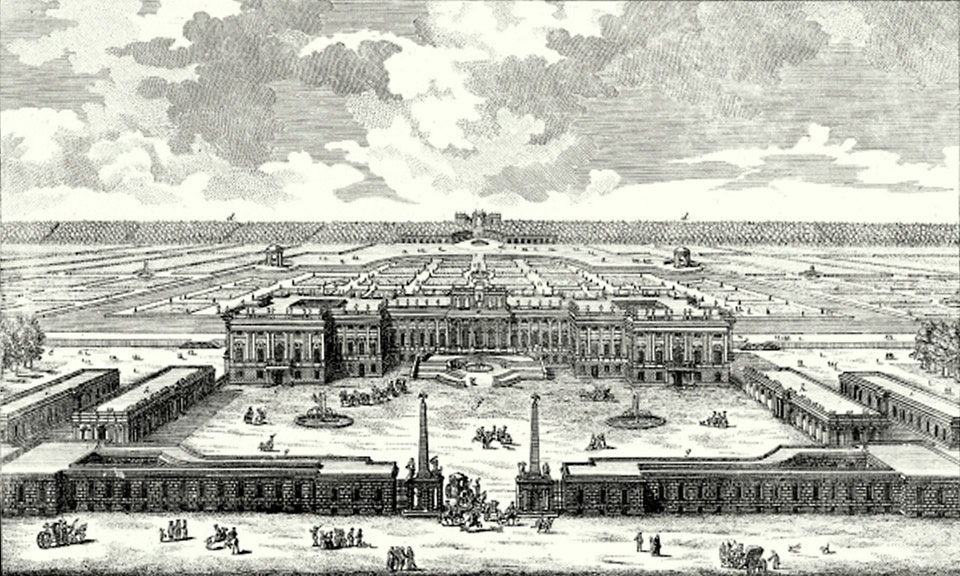
「シェーンブルン宮殿」第2案（1696年）

しかし、当時のハプスブルク宮廷の苦しい財政事情では第1案のように壮大な宮殿を建設することは現実的に困難だったため、計画は大幅に縮小されて、遥かに簡素な第2案が設計し直された。
第2案は、宮殿を丘陵に建設するのは諦めてその下に建設し、主建築に両翼をつけるというものだったが、それも直ちには実現されなかった。マリア・テレジア治世下の1750年頃、エルラッハの第2案を骨子として、ニコラウス・フォン・パカッシによって完成された。
外壁は金を塗る計画であったが、マリア・テレジアが財政状況を考慮し、黄金に近い黄色にした。これを「テレジア・イエロー」という。

### 夏の離宮

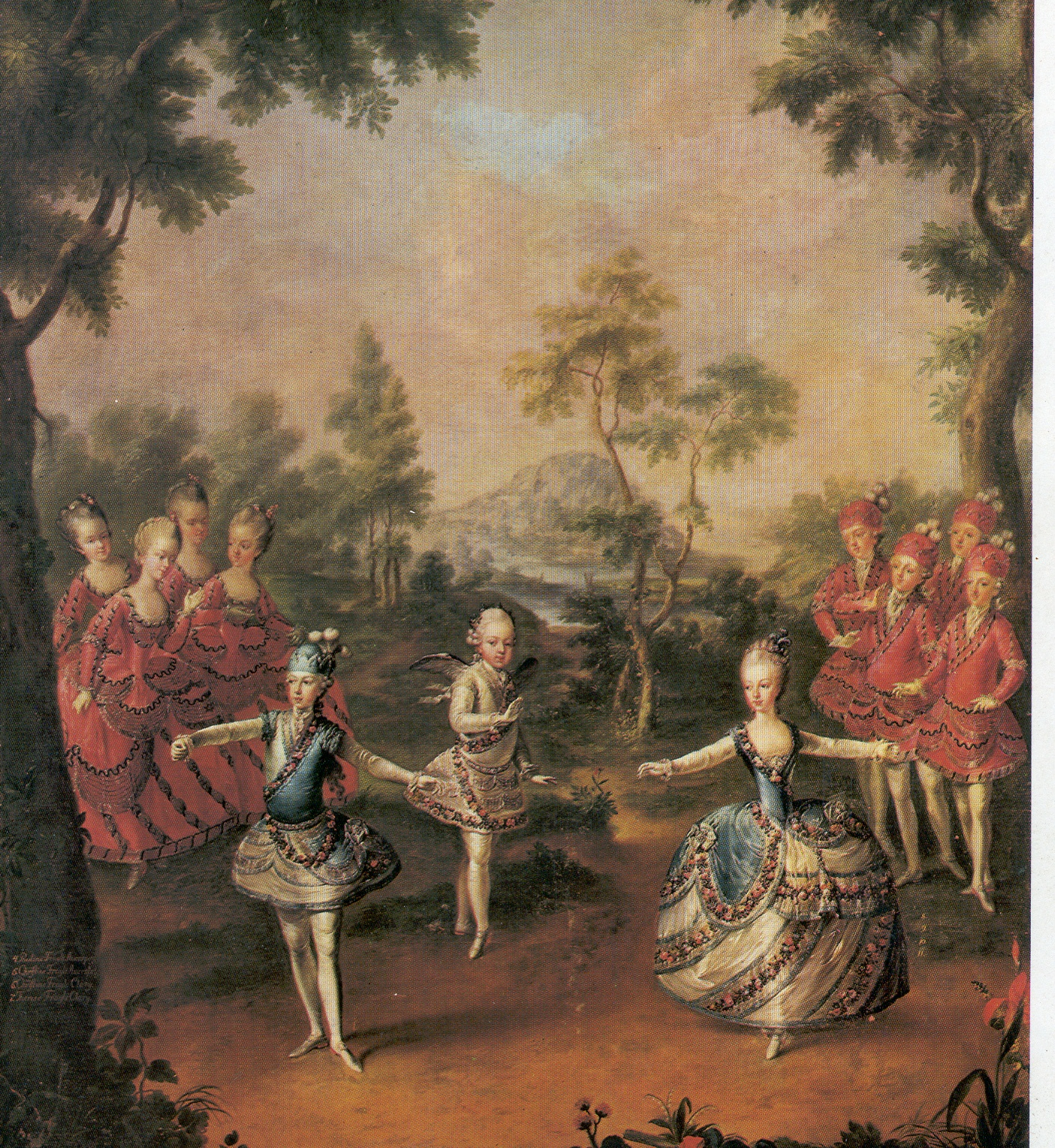
1765年、兄・ヨーゼフ2世の婚礼を祝賀して踊る、当時10歳のマリー・アントワネット

マリア・テレジア以降のハプスブルク家（＝ハプスブルク＝ロートリンゲン家）は、シェーンブルンを夏の離宮として、好んで逗留した。特によく利用したのは、マリア・テレジアとフランツ2世であった。1762年10月13日、鏡の間においてマリア・テレジアの前で御前演奏を行ったモーツァルトは、退出するとき滑って転んだ。これをマリア・アントーニア（後のマリー・アントワネット）が助け起こしたところ、モーツァルトが「あなたをお嫁さんにしてあげる」と発言したと伝えられる。
オーストリア皇帝フランツ・ヨーゼフ1世は、毎年春秋をここで過ごし、晩年には王宮ではなくこちらに常住するようになった。1916年11月21日、フランツ・ヨーゼフ1世はこの宮殿で亡くなった。
1918年11月11日、「青磁の間」において最後のオーストリア皇帝カール1世が国事行為の断念を宣言した。カール1世の退去に伴い、オーストリア共和国政府の所有となった。

### 共和制移行後
1961年、アメリカ合衆国大統領のジョン・F・ケネディとソ連首相のニキータ・フルシチョフとの会談の場所となった。
1996年、ユネスコの世界遺産に登録された。

## 案内

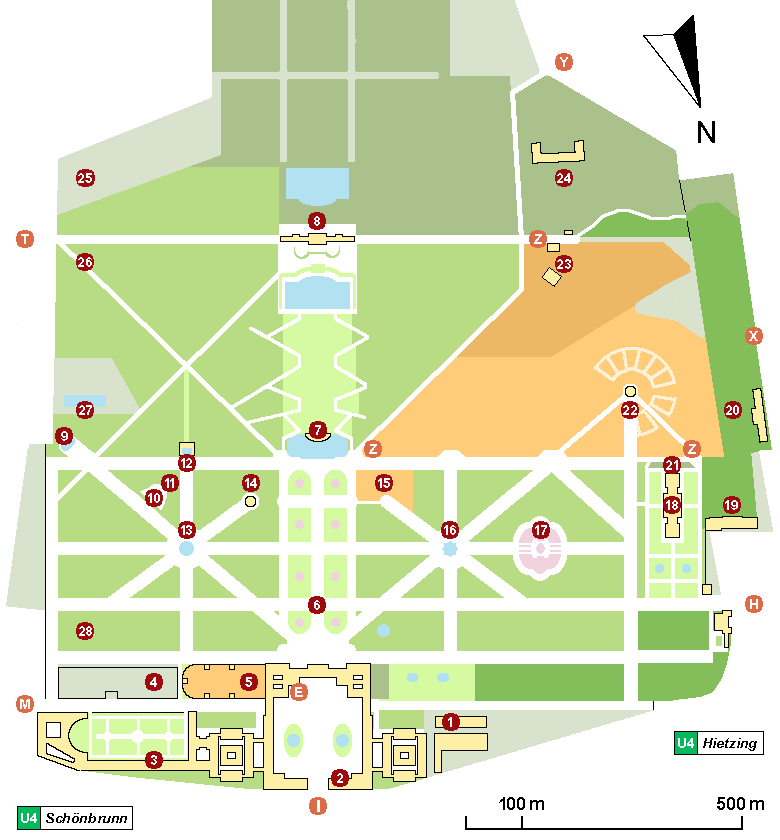
シェーンブルン案内地図

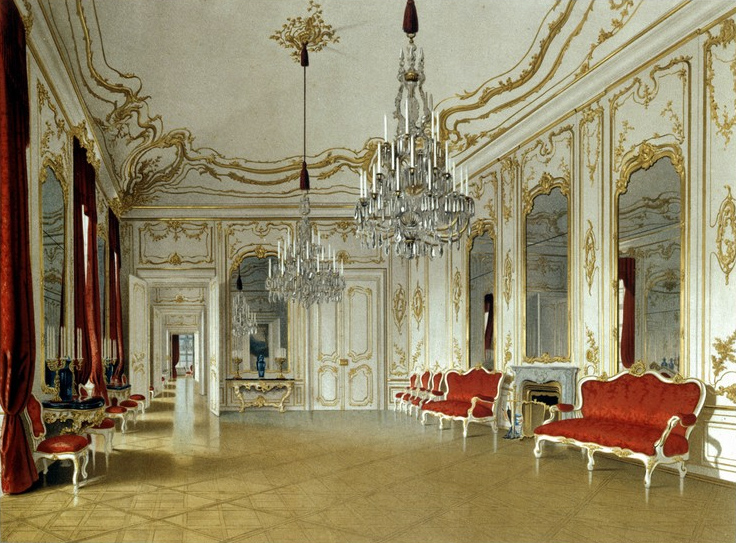
幼いモーツァルトがマリー・アントワネットに求婚した「鏡の間」

シェーンブルン宮殿はオーストリアで最も重要な観光資源であり、年間およそ300万人が訪れている。さらに動物園来園者の250万人、庭園来園者の500万人を合わせると、年間1000万人を超える来場者がある。

### 宮殿
幅約175メートル、奥行き55メートルのバロック様式の外観の宮殿の中に、全部で1,441室の部屋があり、約1,000人もの侍従や使用人が住んでいた。彼らのために139もの調理場があった。部屋の多くは、ロココ様式で装飾されている。2009年現在、公開されているのはおよそ40室ほどにすぎない。正面右側翼には宮廷劇場がある。
観光客に公開されている2階部分を除いた居室が、文化財管理公社によって賃貸住宅として一般に貸し出されている。これは1960年代にウィーンの住宅不足問題の解決策として考案されたものである。居住者は建物の性質を変えない程度のリフォームは許されている。家賃は比較的安価だが、現代では居住に不便な部分も多々あり、住宅物件としてのウィーン市民の人気は低い。官舎であるため、公務員であることが入居の条件であったが、1992年にその制限は撤廃された。
2014年、ホテルグループ「オーストリア・トレンド・ホテルズ」が、宮殿の一部を改装してスイートルームとした。

### 庭園
東西約1.2 km、南北約1 kmという広大な規模のフランス式庭園で、1779年頃から公開されている。シェーンブルンの庭園は、オーストリアを代表する名園である。
| 名称                 | 画像 | 説明 |
| -------------------- | ---- | --- |
| グロリエッテ         |      | 長さ100メートルの回廊建築。1775年、宮廷付建築家のヨハン・フェルディナント・ヘッツェンドルフ・フォン・ホーエンベルク）によって建てられた。対プロイセン戦の勝利と戦没者の慰霊のために立てたギリシャ建築の記念碑。付近にある池は、噴水や主庭園のための貯水池としての機能も有している。 |
| ネプチューンの噴水池 |      | 海神ネプチューンの下に、息子アキレスのトロイへの旅の無事を祈るテティスの姿が造形されている。その他、海の神々の半人半獣像が河馬とともに群像を形造っている。 |
| ローマの廃墟         |      | 実際の廃墟ではなく、あえて「ローマの廃墟」風に新築されたもの。1776年、ホーエンベルクによって設計された。モルダウ川がエルベ川と合流する光景を暗示している。 |
| オベリスクブルネン   |      | 1777年、ホーエンベルクによって設計された。 |
| ボスケ               |      | シェーンブルンの庭園において最も美しいボスケは、ニンフの池泉のものである。 |
| 日本庭園             |      | 1913年、皇位継承者フランツ・フェルディナント大公がジャポニスムの影響で造営させた。造営させた張本人の大公はその翌年にサラエボ事件で斃れ、続く第一次世界大戦でオーストリアの庭師たちの多くが死ぬと、由緒不明になり、荒廃して「アルプス風庭園」と呼ばれるようになった。その後、1996年3月の山田貴恵（日本ガルテン協会国際部長）の指摘がきっかけで日本庭園であると判明し、日本の協力のもとで修復・再整備された。 |

- シェーンブルン・プール 庭園東側にある屋外水泳プール

### 植物園

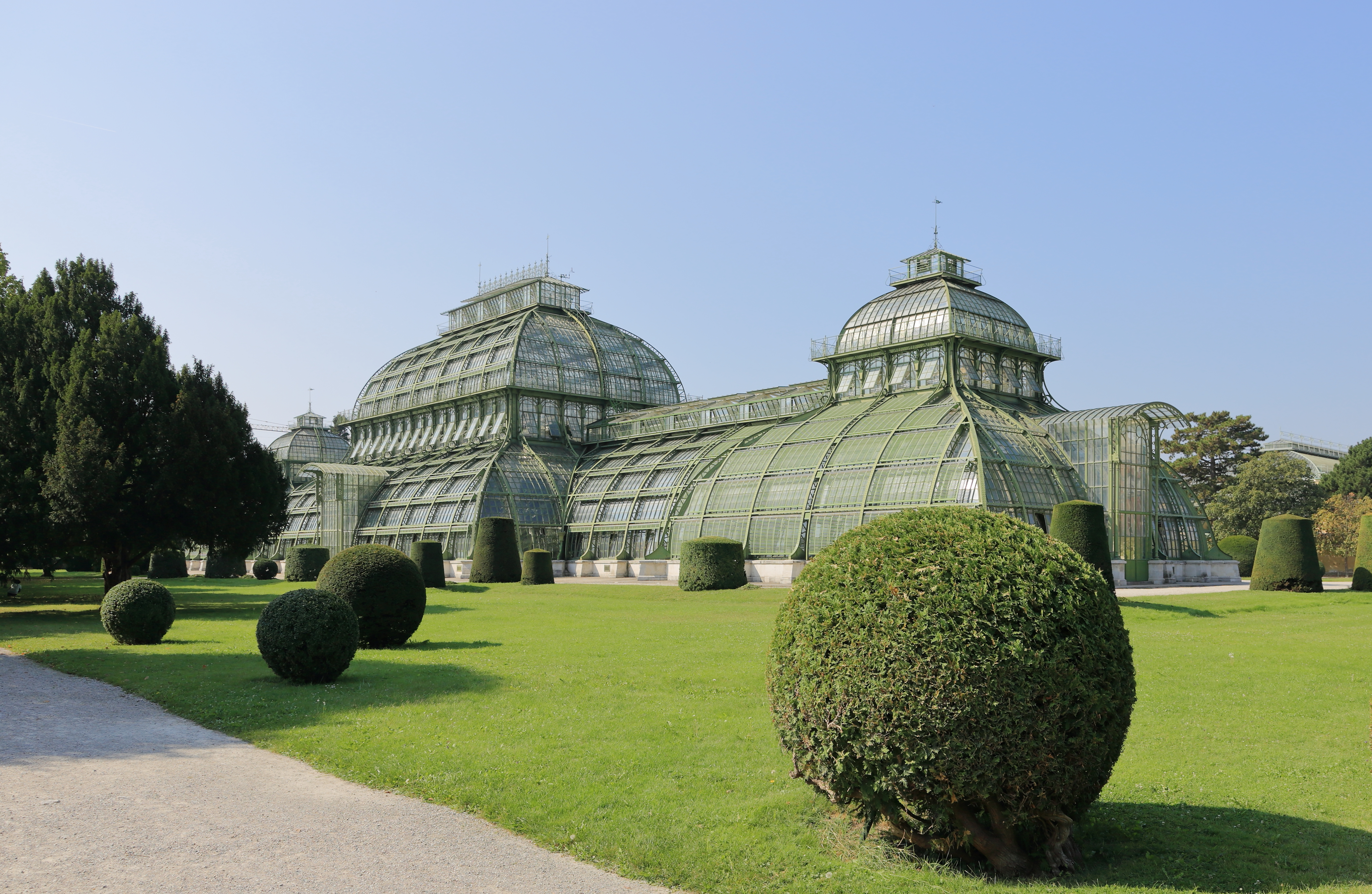
パルメンハウス

### 動物園

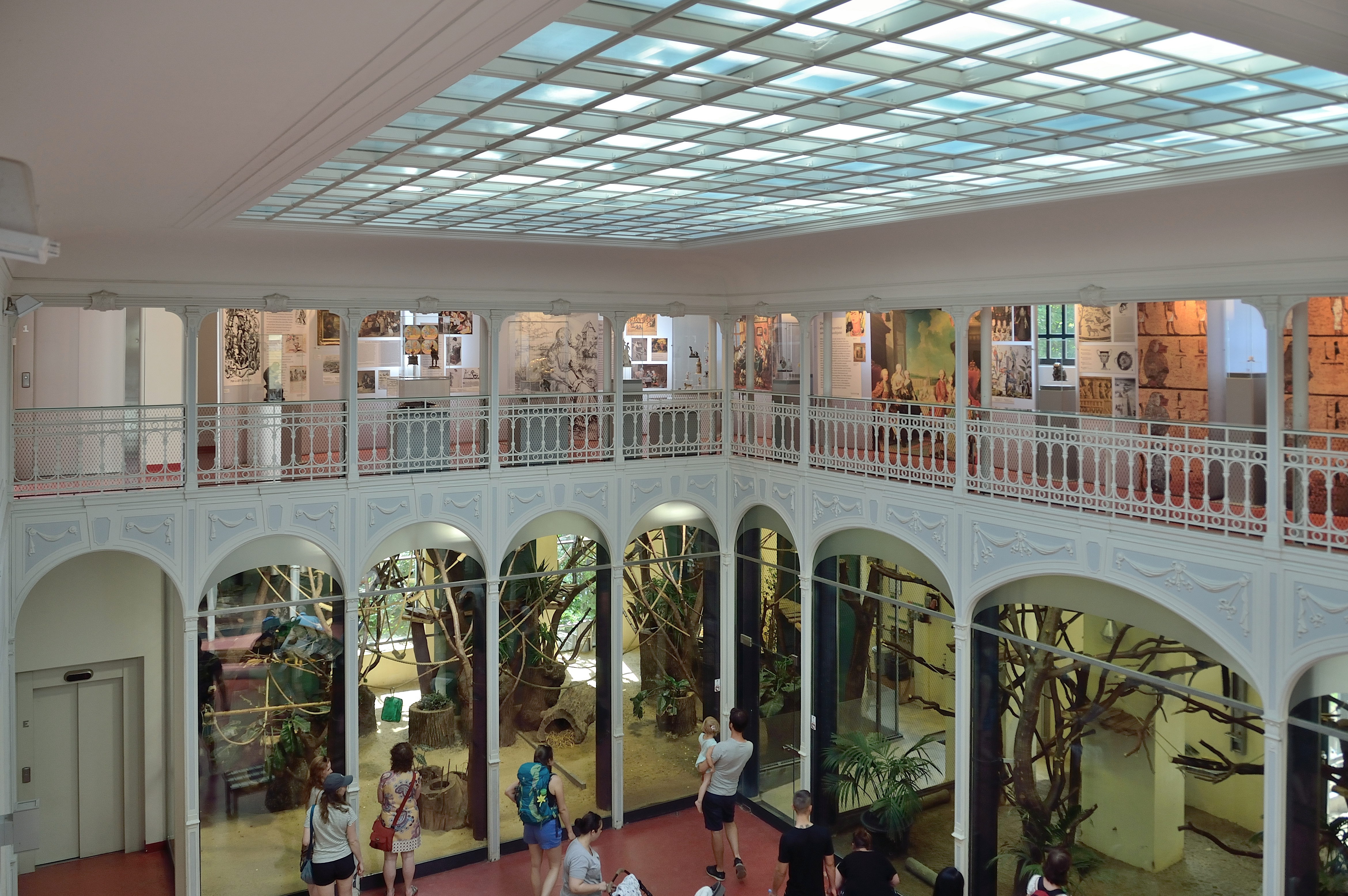
シェーンブルン動物園

1752年に宮廷メナジェリー（小動物園）として設立された、世界最古の動物園。

## ギャラリー

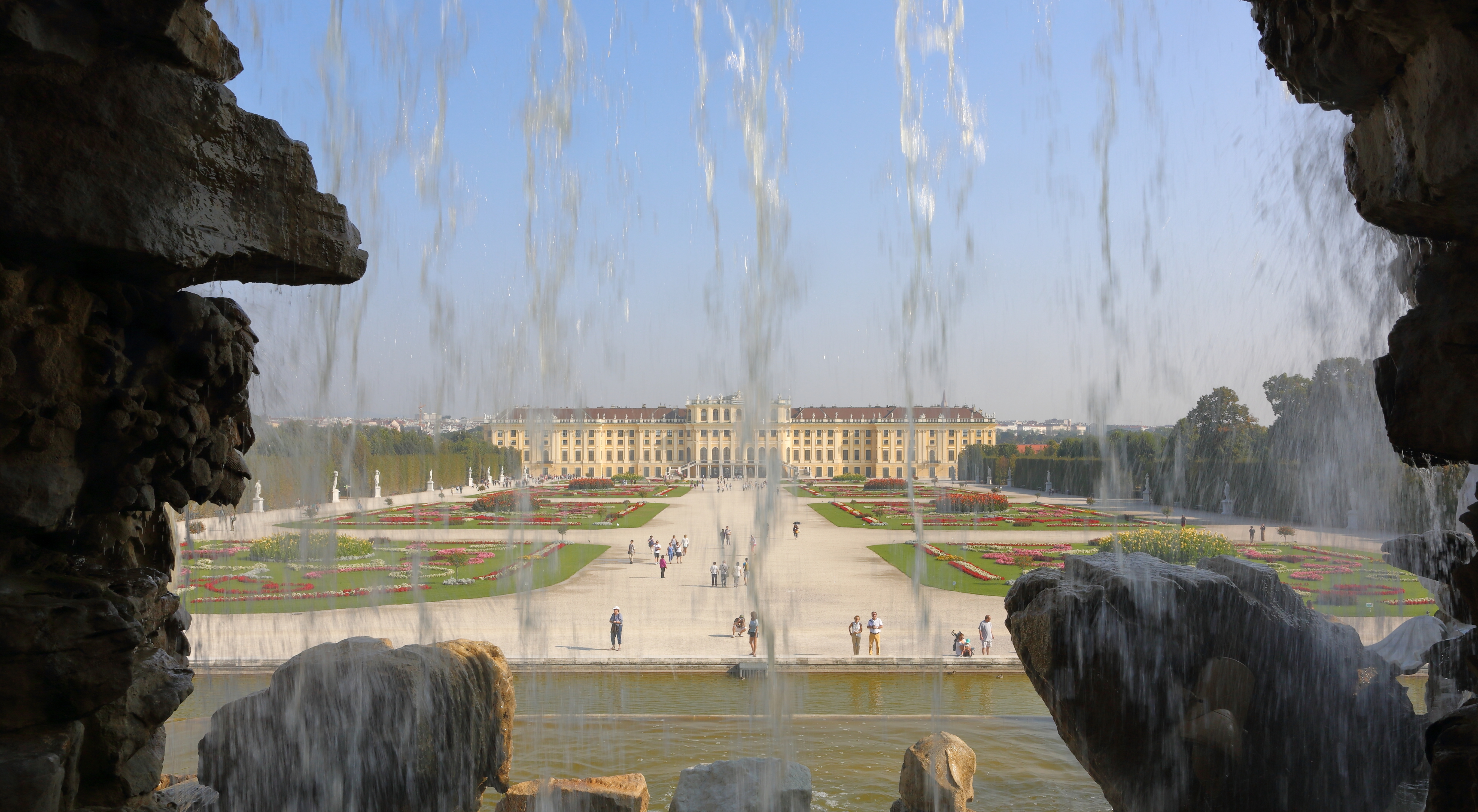
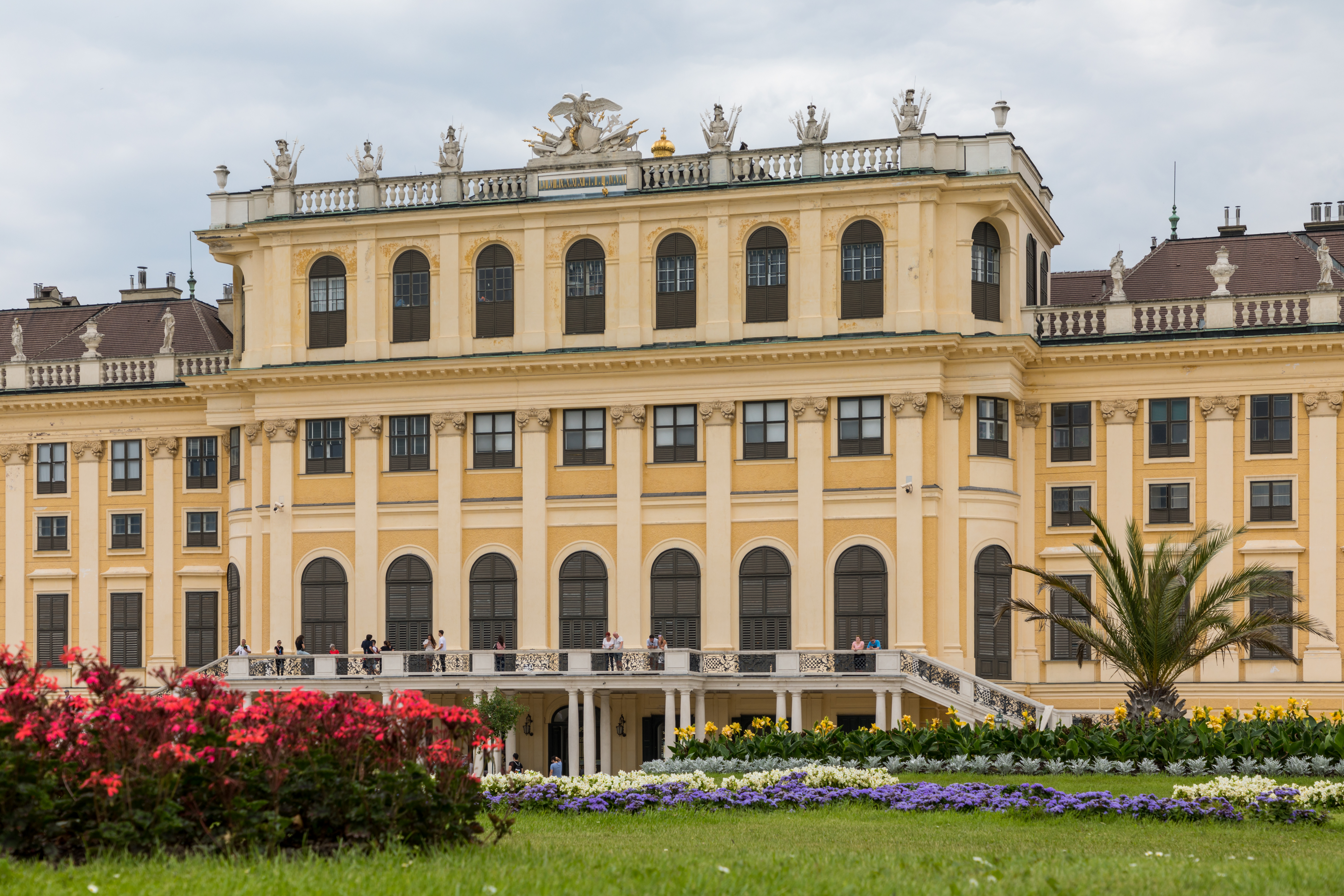
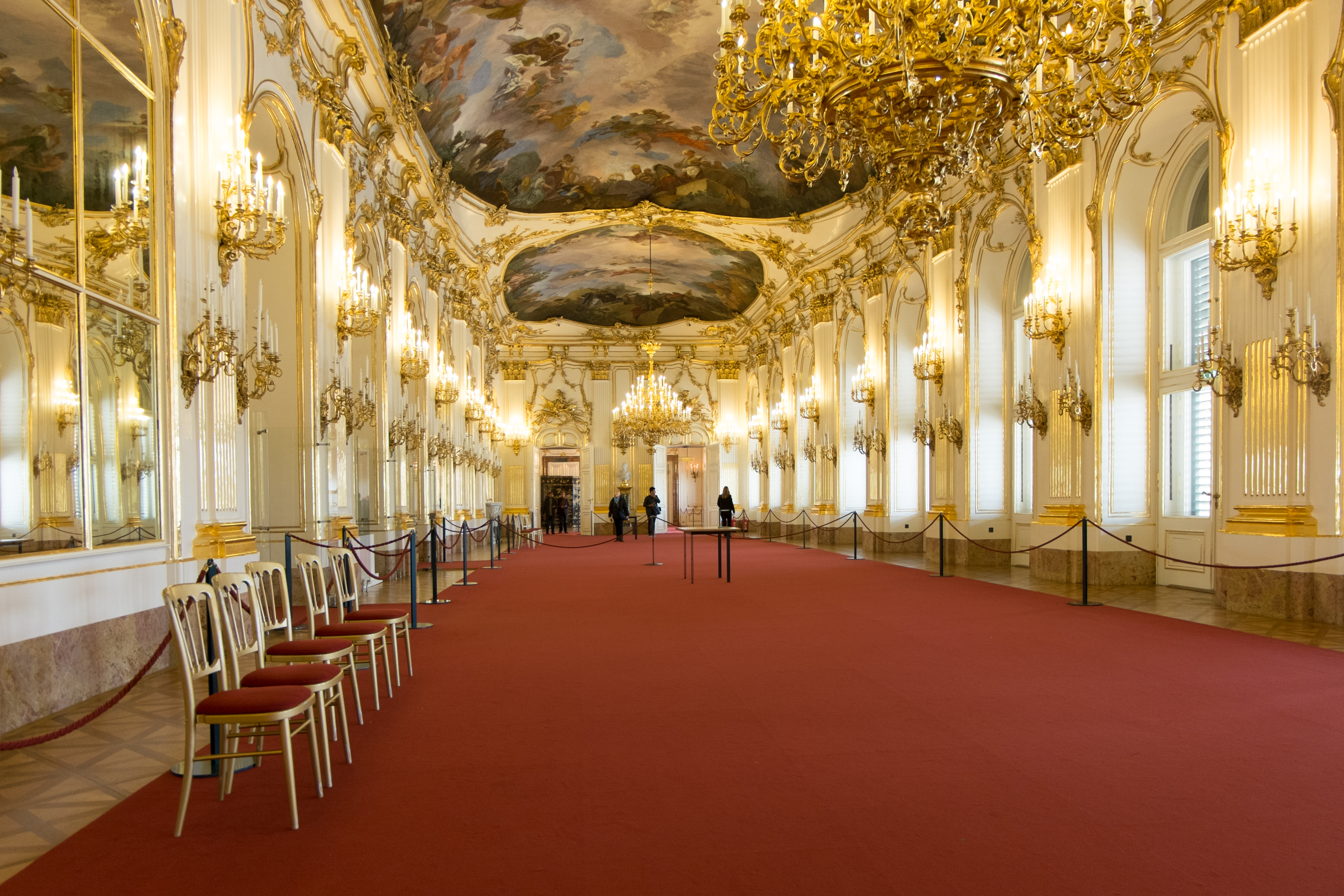
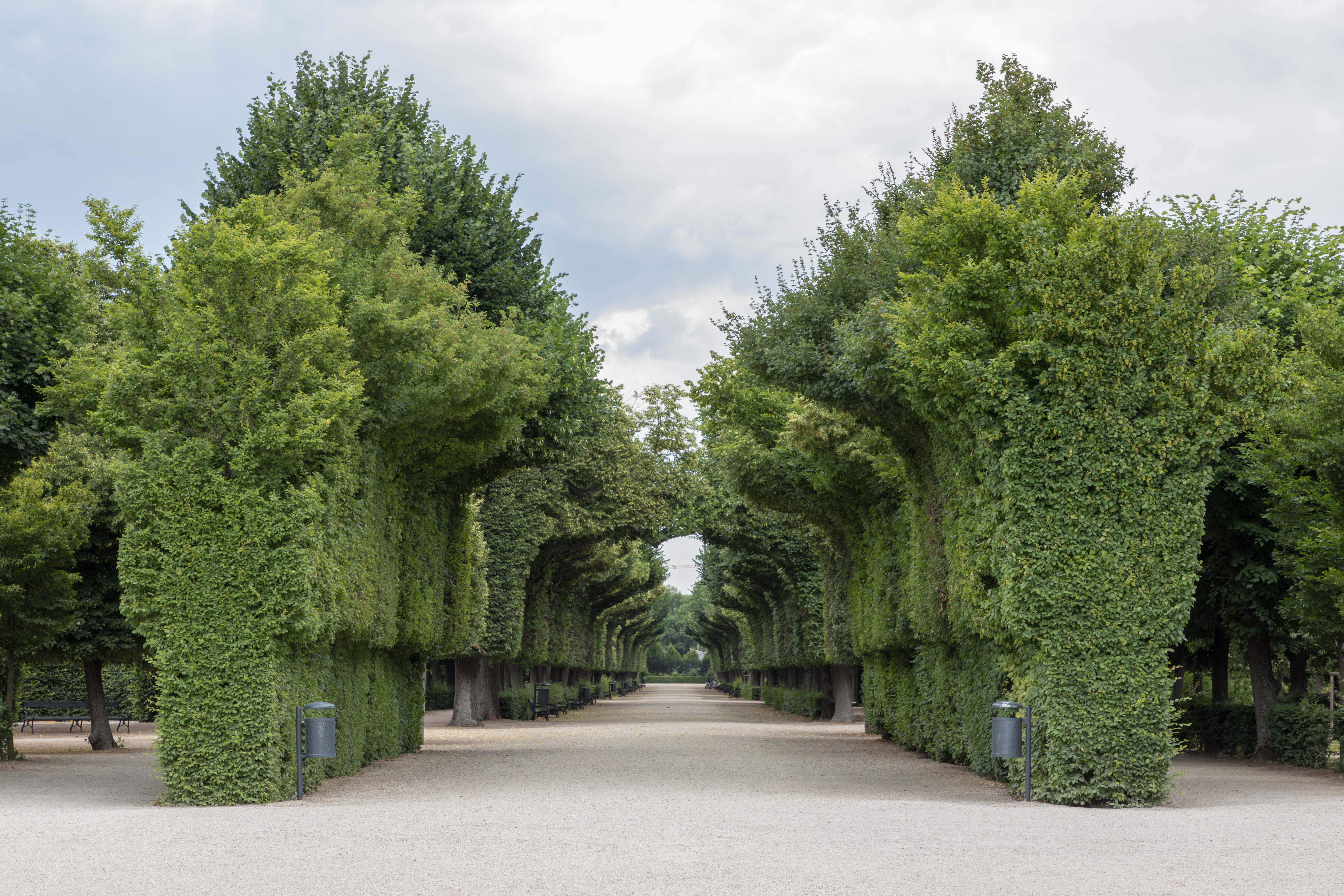
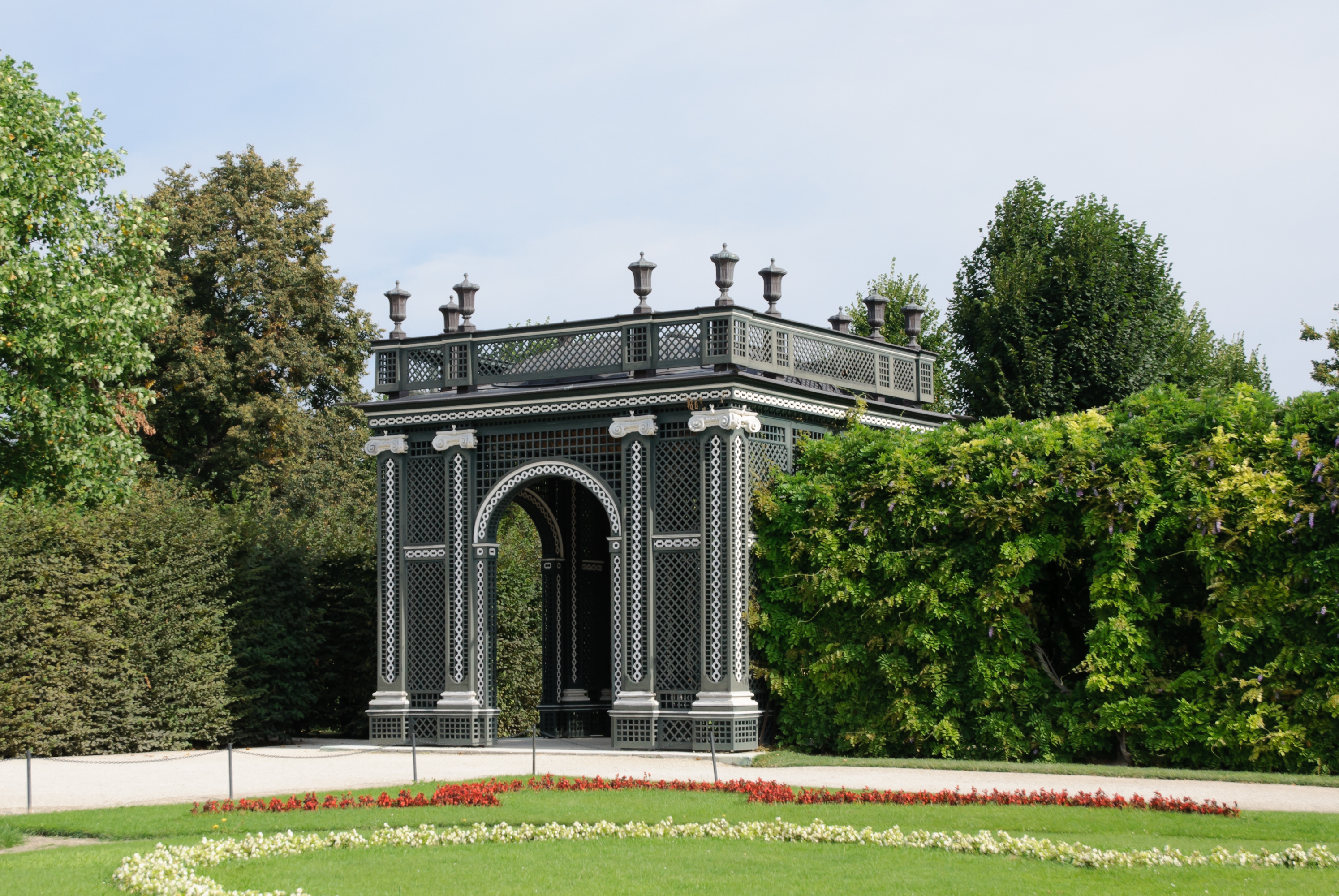
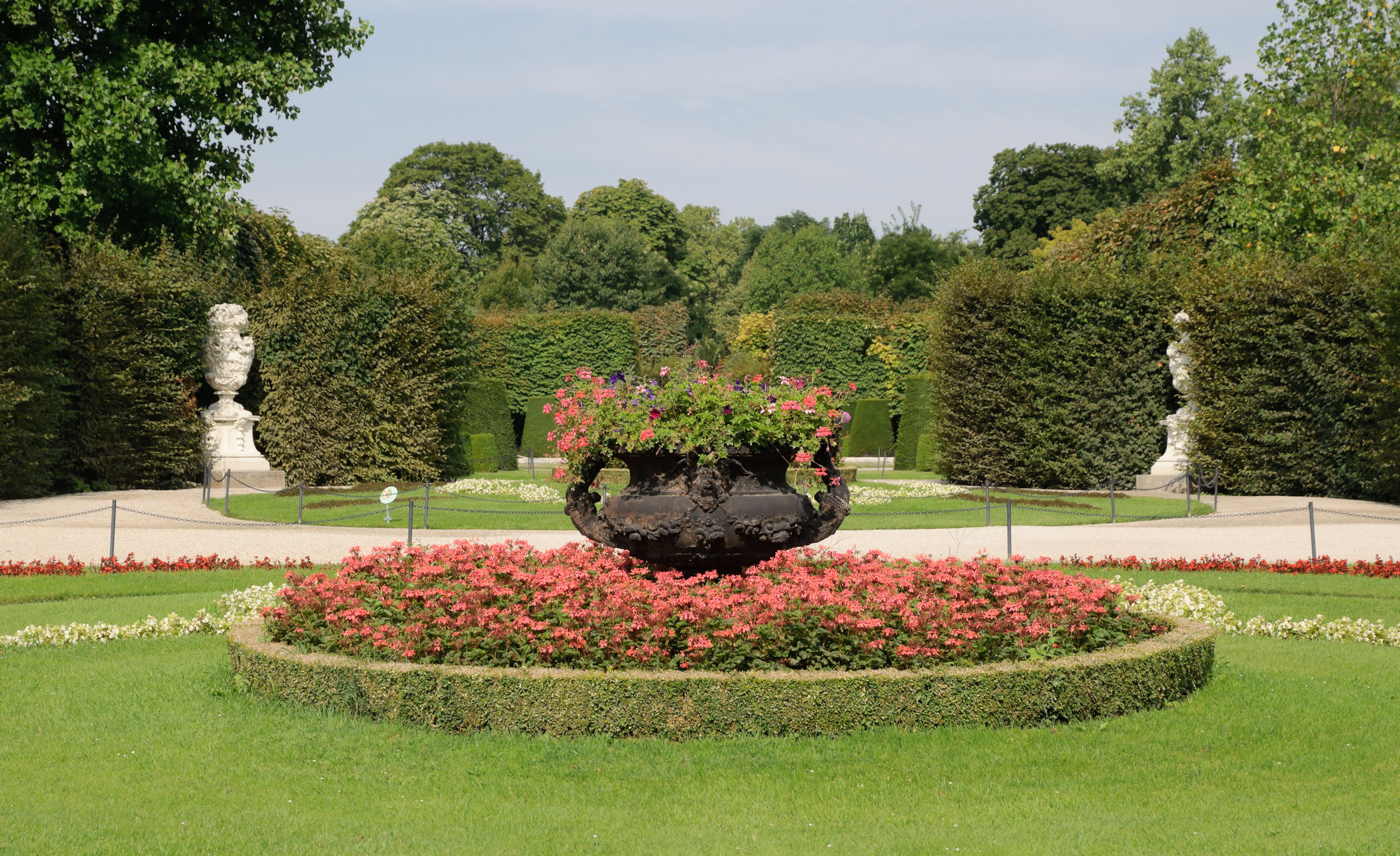
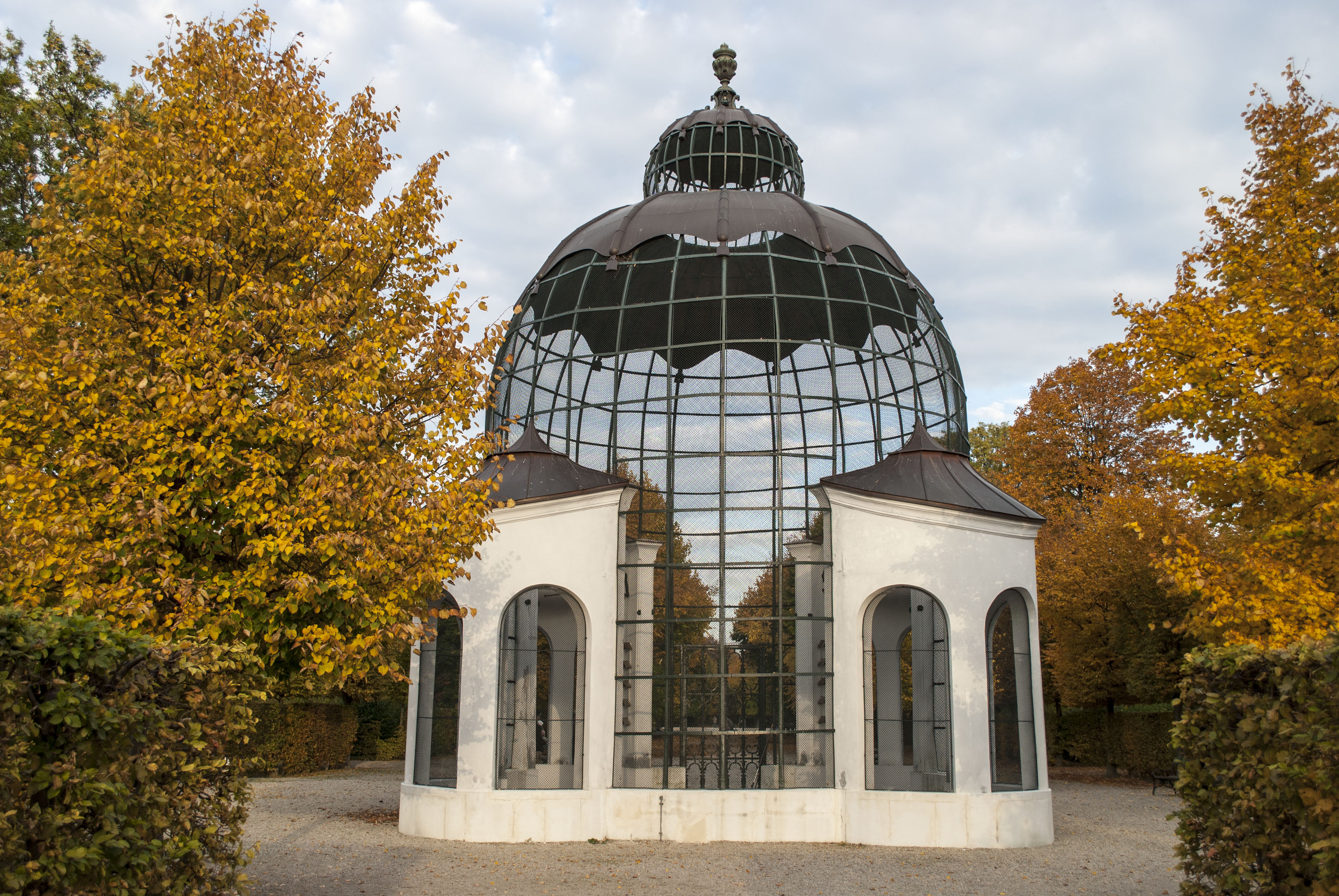
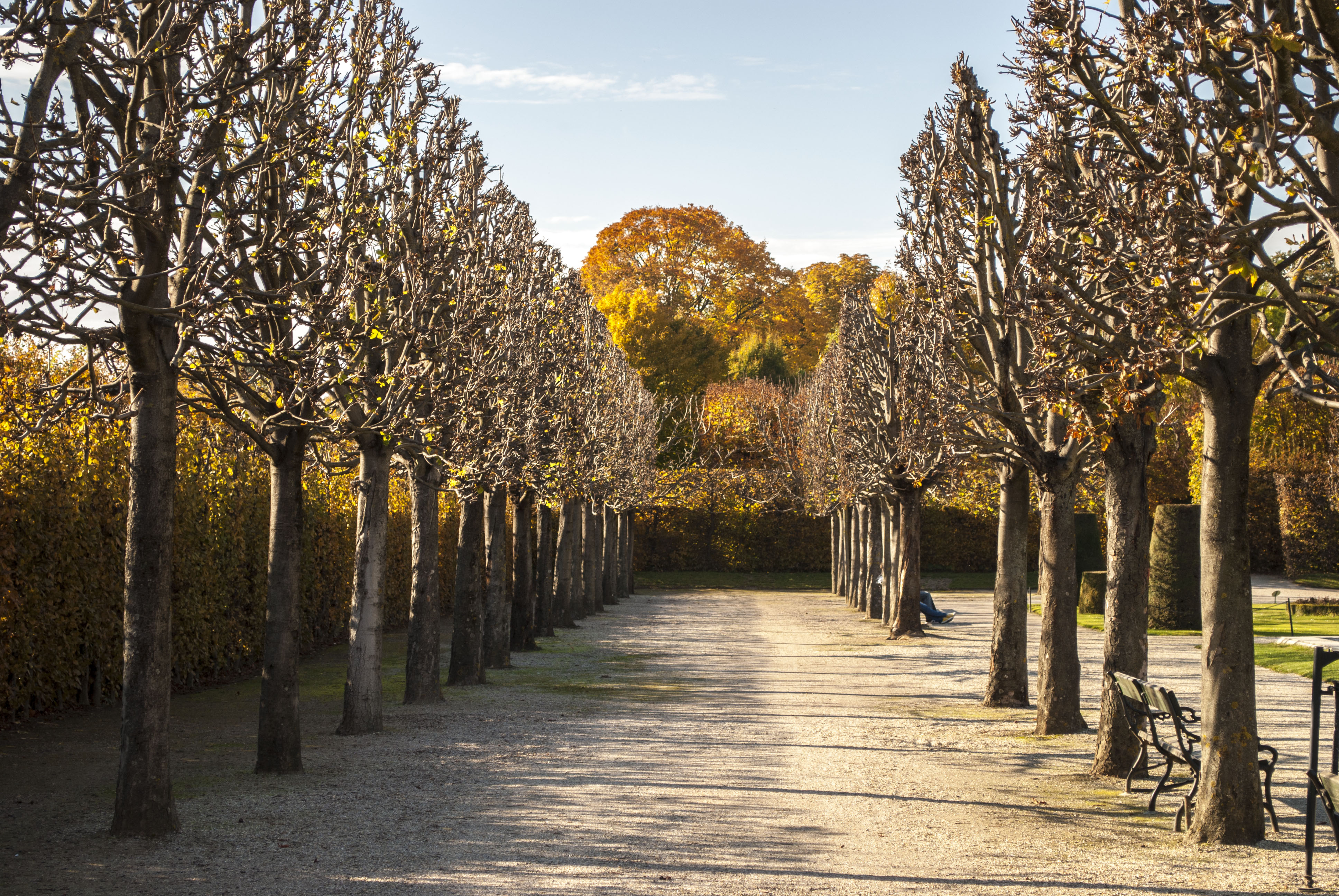
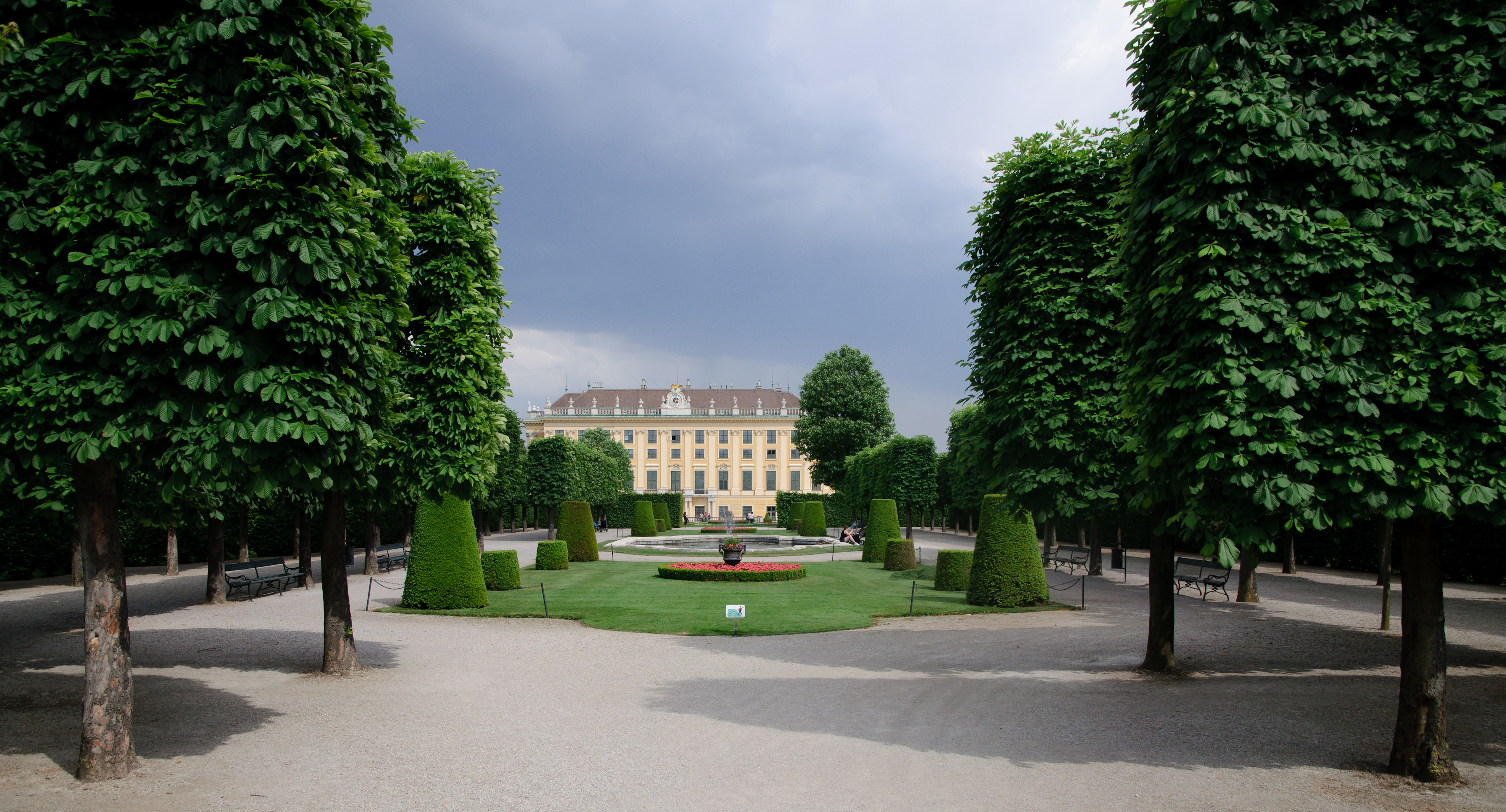
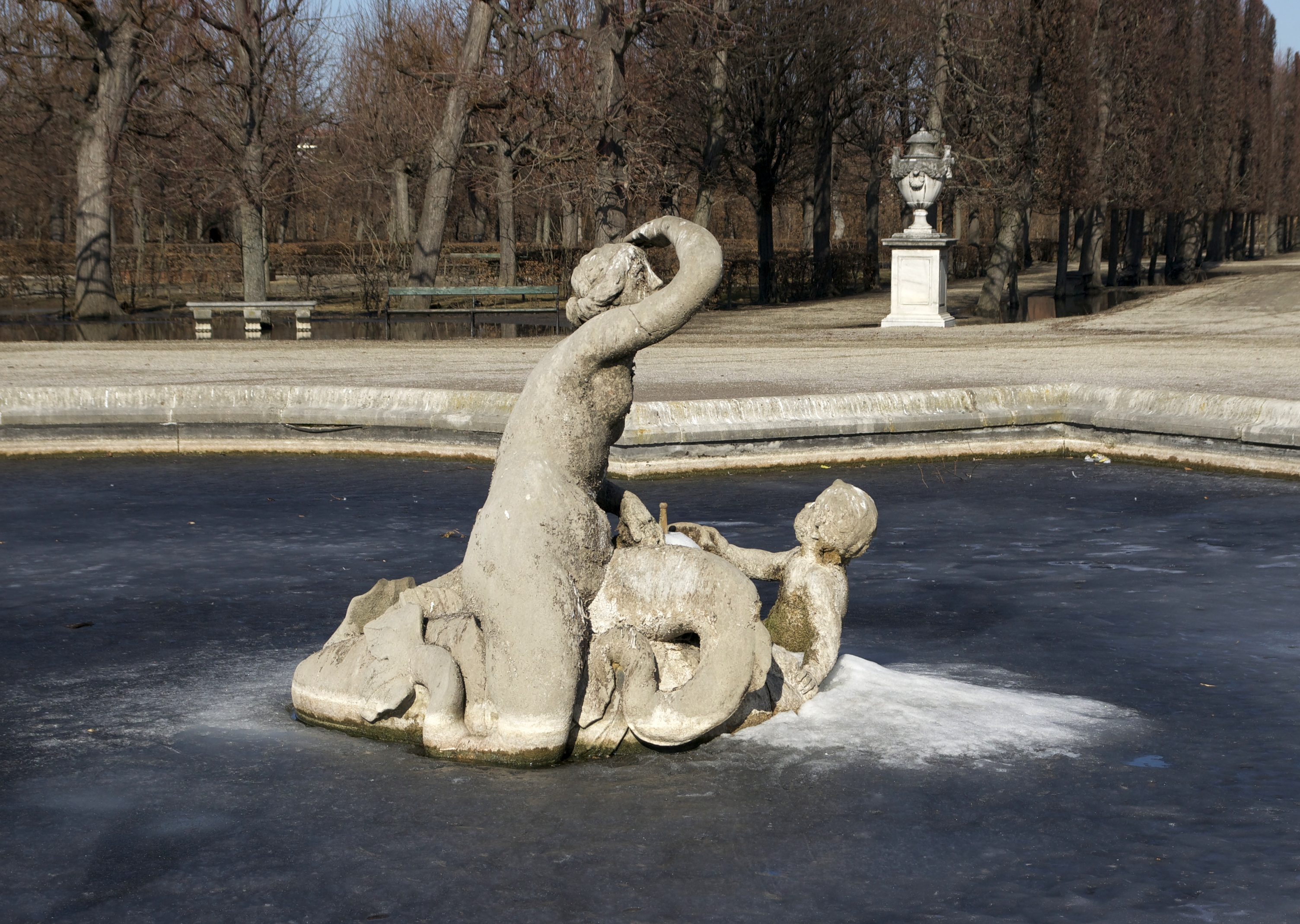
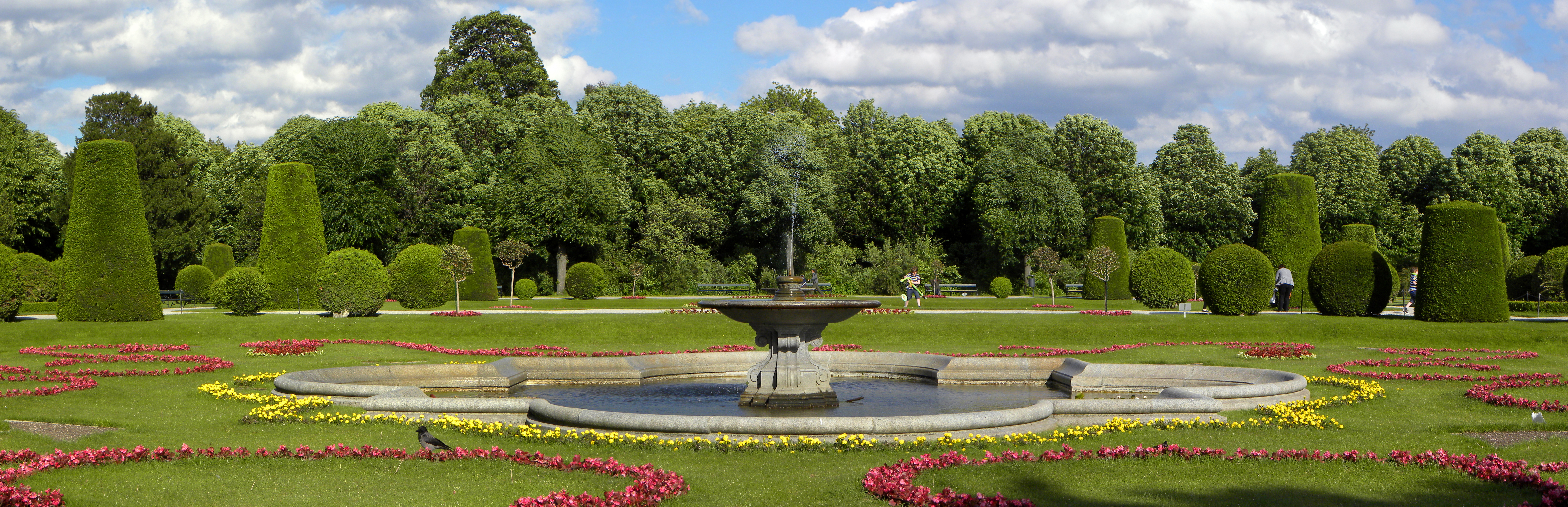

## 世界遺産
この世界遺産は世界遺産登録基準のうち、以下の条件を満たし、登録された（以下の基準は世界遺産センター公表の登録基準からの翻訳、引用である）。
- (1) 人類の創造的才能を表現する傑作。
- (4) 人類の歴史上重要な時代を例証する建築様式、建築物群、技術の集積または景観の優れた例。